# Helen Merrell Lynd
Helen Merrell Lynd, née le 17 mars 1896 et morte le 30 janvier 1982, est une sociologue américaine, philosophe sociale, éducatrice et auteure. Elle est surtout connue pour avoir dirigé les premières études de Middletown sur Muncie, en Indiana, avec son mari, Robert Staughton Lynd (en), coauteur de Middletown : A Study in Contemporary American Culture (1929) et Middletown in Transition : A Study in Cultural Conflicts (1937) ; et pionnière dans l'utilisation des enquêtes sociales. Elle est également l'auteure de England in the 1880s: Toward a Social Basis for Freedom (1945), Shame and the Search for Identity (1958), et des essais sur la liberté académique. En plus de l'écriture et de la recherche, Lynd a été chargé de cours au Vassar College et professeure au Sarah Lawrence College de 1929 à 1964.

## Biographie

### Naissance et éducation
Helen Merrell naît le 17 mars 1896 à La Grange, dans l'Illinois,. Merrill étudie la philosophie au Wellesley College, obtenant son baccalauréat en 1919. Elle commence à enseigner dans un pensionnat de la ville de New York, mais quitte son poste après deux ans pour entreprendre des études supérieures à l'Université Columbia. Merrell obtient un master en histoire des idées de l'Université Columbia en 1922 et un philosophiæ doctor en histoire et philosophie de Columbia en 1944.

### Mariage et famille
Helen Merrell rencontre Robert Staughton Lynd (en) lors d'une randonnée sur le mont Washington au New Hampshire. Ils se marient en 1921. Robert Lynd meurt le 1er novembre 1970.
Le couple a deux enfants, un fils, Staughton Lynd, qui devient historien et militant social, et une fille, Andrea Merrell (Lynd) Nold,.

### Carrière
Helen Merrell commence sa carrière comme éducatrice à New York, mais après son mariage avec Robert Lynd et l'obtention d'un master de l'Université Columbia, elle devient sociologue, auteure et professeure.

#### Première étude de Middletown
En 1924, Helen et Robert Lynd déménagent à Muncie en Indiana, pour commencer une étude de dix-huit mois sur la vie quotidienne dans cette petite communauté du Midwest. John Davison Rockefeller Junior finance la recherche dans le cadre de l'Institute for Social and Religious Research's Small City Study. Les Lynds et leur équipe de trois personnes observent surtout la vie sociale des habitants de la ville. L'étude compare la vie à Muncie en 1890 à celle de Muncie en 1924, dans le but de mesurer l'impact de la révolution industrielle sur la vie américaine. Les Lynds fournissent des détails sur leurs observations et l'analyse de leurs conclusions dans Middletown: A Study in Contemporary American Culture (1929), dont ils sont les coauteurs,. Il s'agit de la première étude sociologique d'une communauté américaine et devient un ouvrage classique dans ce domaine.
Les critiques font l'éloge de Middletown pour sa « recherche minutieuse et son caractère scientifique », mais sa popularité est due aux descriptions détaillées de la vie américaine par les auteurs. Cependant, étant donné que l'étude se concentre principalement sur la communauté blanche protestante de Muncie, le livre fait également l'objet de vives critiques pour son incapacité à inclure des détails sur les autres segments raciaux et ethniques de la communauté. Malgré les commentaires négatifs, le livre est populaire parmi les lecteurs et reçoit des critiques positives dans le New York Times et le New York Herald Tribune,. Le succès du livre lance également la carrière académique des Lynds. Helen et Robert Lynd coécrivent Middletown in Transition (1937), une suite à leur premier livre sur Muncie qui devient un autre classique sociologique, mais les projets pour un troisième livre Middletown ne se sont pas mis en place. Au lieu de cela, les Lynds se tournent vers d'autres intérêts scientifiques,.

#### Professeure, auteure et essayiste
Helen Lynd devient chargée de cours au Vassar College de Poughkeepsie (New York) et, de 1929 à 1964, professeure au Sarah Lawrence College de Bronxville (New York),. Elle continue également à écrire des livres, comme England in the 1880s: Toward a Social Basis for Freedom (1945) et On Shame and the Search for Identity (1958), en plus d'écrire des articles sur la liberté académique.
Le modèle d'embarras que Lynd préconise dans son livre, On Shame and the Search for Identity (1958), est vaguement marxien, insistant sur « l'importance du contexte historique et de l'analyse transculturelle au sein de formations sociales uniques » (en particulier occidentales). Sa théorie de l' embarras s'articule autour de la confrontation de différentes " valeurs " sociales ou morales dans des lieux spécifiques à des moments précis, soulignant le traumatisme subi par les membres de communautés marginales à la culture dominante : les plus susceptibles de ressentir de la honte sont ceux que les normes culturelles dominantes rendent " inappropriés " ".
À l'époque de McCarthy, à la fin des années 1940 et au début des années 1950, Helen et Robert Lynd font l'objet d'enquêtes fédérales pour leur participation présumée au Parti communiste. Helen Lynd témoignent devant le Congrès en 1953.

### Mort et héritage
Helen Lynd meurt le 30 janvier 1982 à Warren dans l'Ohio, à l'âge de 85 ans,.
L'héritage d'Helen et Robert Lynd découle de leurs études à Middletown et de descriptions détaillées de la vie dans la petite ville de Muncie en Indiana, la première étude sociologique systématique d'une communauté aux États-Unis,. Les Lynds ont également été des pionniers dans l'utilisation des enquêtes sociales dans leur recherche.
Helen et Robert Lynd ont coécrit deux livres qui sont devenus des classiques de la sociologie américaine : Middletown : A Study in Contemporary American Culture (1929) et Middletown in Transition (1937),. Robert B. Downs (en) a inclus Middletown parmi les vingt-cinq qu'il a énumérés dans Books That Changed America (1970).
Le travail de pionnier d'Helen et Robert Lynds a également permis d'amorcer une tradition d'étude continue de Muncie, en Indiana, y compris la création du Center for Middletown Studies en 1980 (Le Centre s'est affilié à l'Université d'État de Ball en 1984.). Depuis Frederick Lewis Allen dans les années 1930, les chercheurs ont suivi les efforts pionniers de Lynds en produisant de nombreux articles et livres,. Des études plus récentes de Middletown continuent d'examiner la vie moderne à Muncie dans l'espoir que la recherche sur cette communauté particulière de l'Indiana permettra de « mieux comprendre la vie américaine moderne ». Des études ultérieures de Middletown ont donné lieu à la publication d'autres ouvrages, dont Middletown Families (1982) et All Faithful People (1983), et de films, comme le controversé documentaire en six parties Middletown, diffusé sur PBS en 1982, et The First Measured Century, diffusé sur PBS en 2000,.

## Sélection d'ouvrages publiés
- Middletown: A Study in Contemporary American Culture (New York: Harcourt, Brace, 1929), co-écrit avec Robert Staughton Lynd[1],[8].
- Middletown in Transition: A Study in Cultural Conflicts (New York: Harcourt, Brace, 1937), co-écrit avec Robert Staughton Lynd[1].
- England in the 1880s: Toward a Social Basis for Freedom (New York: Oxford University Press, 1945)[1].
- On Shame and the Search for Identity (New York: Harcourt, Brace, 1958)[1].
- Toward Discovery (Bronxville, New York: Sarah Lawrence College, 1965)[1].